# Dominio (Star Trek)
En el universo ficticio de Star Trek, El Dominio es un poder político del Cuadrante Gamma, constituido por diferentes razas y cuyo objetivo es llevar orden a la galaxia. El Dominio está encabezado por los Fundadores, una raza de metamórficos. La fuerza armada principal del Dominio se encuentra integrada por los Jem'Hadar, supersoldados creados por medio de ingeniería genética que no requieren del sueño o la comida, pero son dependientes de sus amos del Dominio por medio de la farmacodependencia a la sustancia conocida como Ketracel Blanco. Los Vorta actúan como administradores y embajadores con otras razas fuera del dominio. Los Cazadores son navegantes y rastreadores designados del Dominio. Otra raza, los Tosk son criados con la finalidad de ser continuamente cazados por los cazadores a manera de práctica. Los Tosk fueron aparentemente derivados de la misma especie original que los Jem'Hadar.
El Dominio libró una guerra con la Federación Unida de Planetas y sus aliados en el siglo XXIV.

## Primer Contacto y Desarrollo de Hostilidades
El Dominio era desconocido para los poderes del Cuadrante Alfa hasta el descubrimiento del agujero de gusano bajorano en 2369, el cual facilitó la exploración del Cuadrante Gamma. En 2370 los Jem'Hadar destruyeron una colonia Bajoriana en el Cuadrante Gama y capturaron al comandante Benjamin Sisko de la Espacio Profundo 9. La nave de rescate de la Federación, USS Odyssey fue destruida por un ataque kamikaze y el Dominio exigió que los exploradores de la Federación se mantuvieran fuera de su espacio. (DS9, "The Jem'Hadar")
Al año siguiente, una misión de la Federación que intentó encontrar y hacer la paz con los Fundadores terminó en desastre. Los fundadores comenzaron a infiltrarse en el Cuadrante Alfa, creando el caos incluso en la Tierra. Todo el Cuadrante se vio en conflicto cuando el Imperio Klingon acusó a la Unión Cardasiana de estar bajo el control de los Fundadores. Cuando la Federación condenó el ataque de los Klingons a Cardassia, el canciller Gowron (gobernante Klingon) exilió a los ciudadanos de la Federación del espacio Klingon, retiró sus embajadores y retiró al imperio del Tratado de Khitomer. La Federación y los Cardasianos se mantuvieron en combate armado contra los Klingons por meses. Más tarde se reveló que dentro del Alto Consejo Klingon existía un fundador infiltrado.

## La Guerra del Dominio (2373 - 2375)
El Dominio se afianzó en el Cuadrante Alfa cuando Gul Dukat anunció en 2373 que la Unión Cardasiana se unía al Dominio. Las hostilidades comenzaron meses después cuando el Dominio atacó y ocupó Espacio Profundo 9 en la abertura del Pasadizo Bajoriano, mientras las fuerzas aliadas de la Federación y el Imperio Klingon invadieron y destruyeron un astillero del Dominio en espacio Cardasiano. Los aliados sufrieron brutales bajas durante cuatro meses, hasta que el Capitán Sisko organizó una fuerza especial para retomar Espacio Profundo 9. Una flota del Dominio interceptó la fuerza especial justo al borde del espacio Bajoriano, pero fue flanqueada en una batalla espectacular, una de las más grandes en la historia de la Federación. Luego de la victoria de los aliados en Bajor con la destrucción de 2800 naves del Dominio gracias a la intervención de los seres del pasadizo conocidos como los Profetas de Bajor, la guerra continuó durante más de un año mientras ninguno de los contendientes ganaba una clara ventaja. El Imperio Galáctico Romulano entró a la guerra del lado de los Aliados en 2374 poniendo a las fuerzas aliadas en ventaja. Finalmente el Dominio fue vencido y tuvo que retirarse otra vez al Cuadrante Gamma.